# 伊奧利亞
埃俄利亚（發音：[[Help:希臘語國際音標|[ai̯.o.lí.aː] → [ɛ.oˈli.a] → [e.oˈli.a]]]），又译爱奥利亚，或据英文譯作伊奥利亚（英語：Aeolia，/iːˈoʊliə/），别称埃俄利斯，是古希腊时期的一个地区，主要在小亚细亚滨临地中海的西至西北地区和几个近海的岛屿（尤其是莱斯沃斯岛），是众多伊奧利亞人的居住地。爱奥利亚北邻密细亚，本身包含其南部地区，南邻伊奧尼亞（Ionia），东邻吕底亚。

## 译名的混乱
由于英语霸权（英語：hegemony of English）的影响，爱奥利亚（埃俄利亚）的中文译名十分混乱，并常与伊奥尼亚（伊俄尼亚）混淆。周作人曾在《英语本位的译音》一文中对此作出批评：
伊俄尼亚（Ionia），译作爱奥尼亚，要把头一个I字读如英语发音，这是没有第二国如此读法的。埃俄利亚（Aiolia）因为由拉丁文转入西欧，写作，也照英语读法译作伊奥利亚了。伊索同样地变了音，埃及却幸而免，大概译《旧约》的人还不是只承认英语是读音正宗的缘故吧。

## 地理
爱奥利亚是古希腊时期小亚细亚西岸的一个地区，自爱琴海的赫勒斯滂（今达达尼尔海峡）向南延伸至赫尔茂斯河（今盖迪兹河）。爱奥利亚得名于爱奥利亚人，神话中爱奥利亚的子孙，古希腊四大支派（其余三个是亚该亚、多利安和伊奥尼亚）之一。一部分爱奥利亚人就在公元前1000年之前从希腊来到爱奥利亚，导致爱奥利亚成为一个民族和语言文化的飞地，而非一个单纯的地理区域。这个地区通常被认为是广义上密细亚西北地区的一部分。